# Ris (Puy-de-Dôme)
Ris ist eine französische Gemeinde mit 735 Einwohnern (Stand: 1. Januar 2022) im Département Puy-de-Dôme in der Region Auvergne-Rhône-Alpes (vor 2016 Auvergne). Die Gemeinde gehört zum Arrondissement Thiers und zum Kanton Maringues (bis 2015 Châteldon).

## Geografie
Ris liegt etwa 16 Kilometer südsüdöstlich von Vichy am Dore, der die Gemeinde im Westen begrenzt und hier in den Allier mündet. Umgeben wird Ris von den Nachbargemeinden Mariol im Norden und Nordwesten, Busset im Norden, Arronnes im Nordosten, Lachaux im Osten, Châteldon im Süden und Südosten, Puy-Guillaume im Süden, Limons im Südwesten sowie Mons im Westen.

## Bevölkerungsentwicklung
| Jahr                       | 1962 | 1968 | 1975 | 1982 | 1990 | 1999 | 2006 | 2018 |
| Einwohner                  | 839  | 767  | 727  | 764  | 716  | 681  | 722  | 748  |
| Quellen: Cassini und INSEE |      |      |      |      |      |      |      |      |

## Kultur und Sehenswürdigkeiten
- Kirche Sainte-Croix aus dem 10. Jahrhundert mit Wandmalereien
- Cluniazenserpriorat

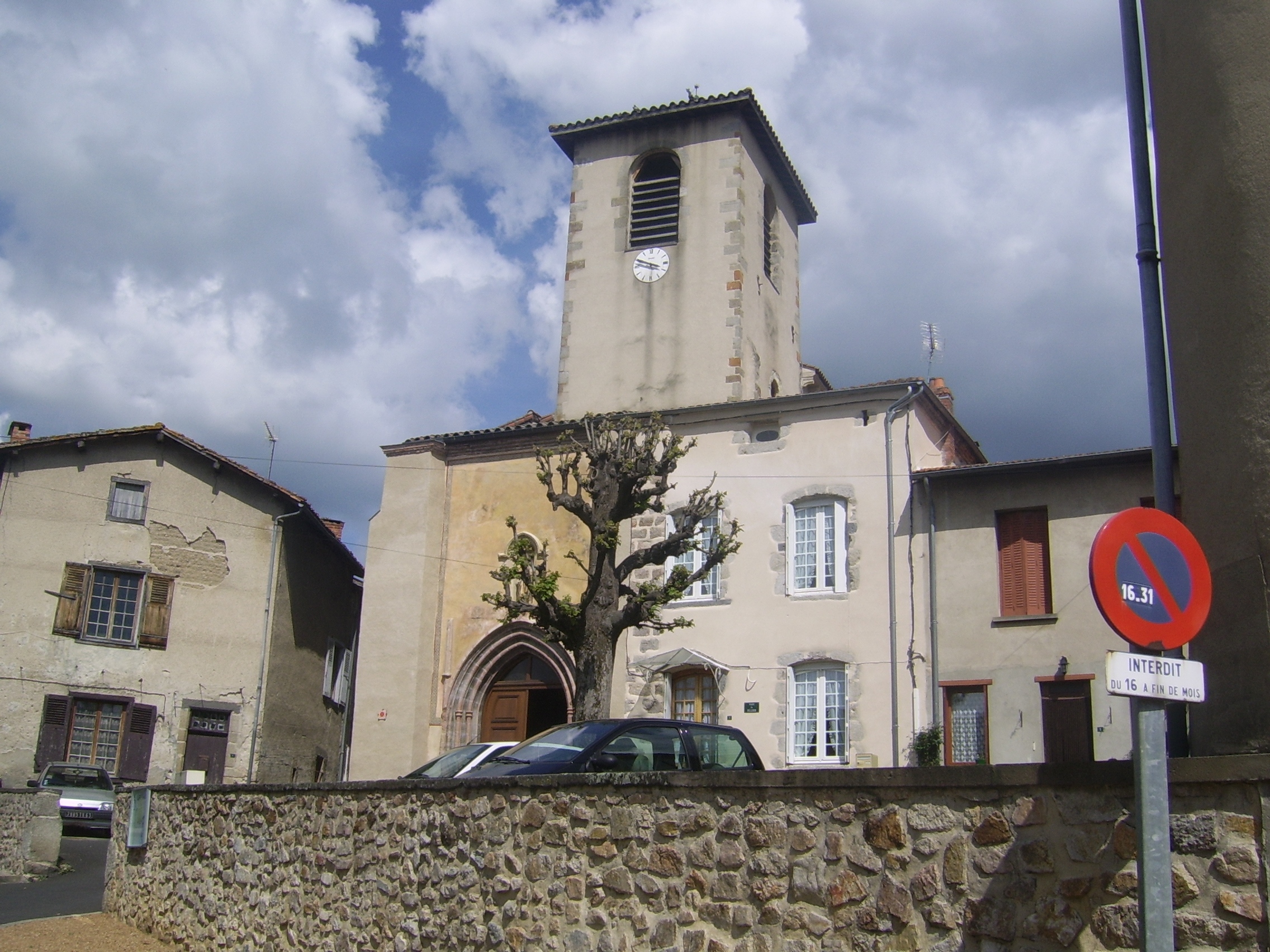
Kirche Sainte-Croix
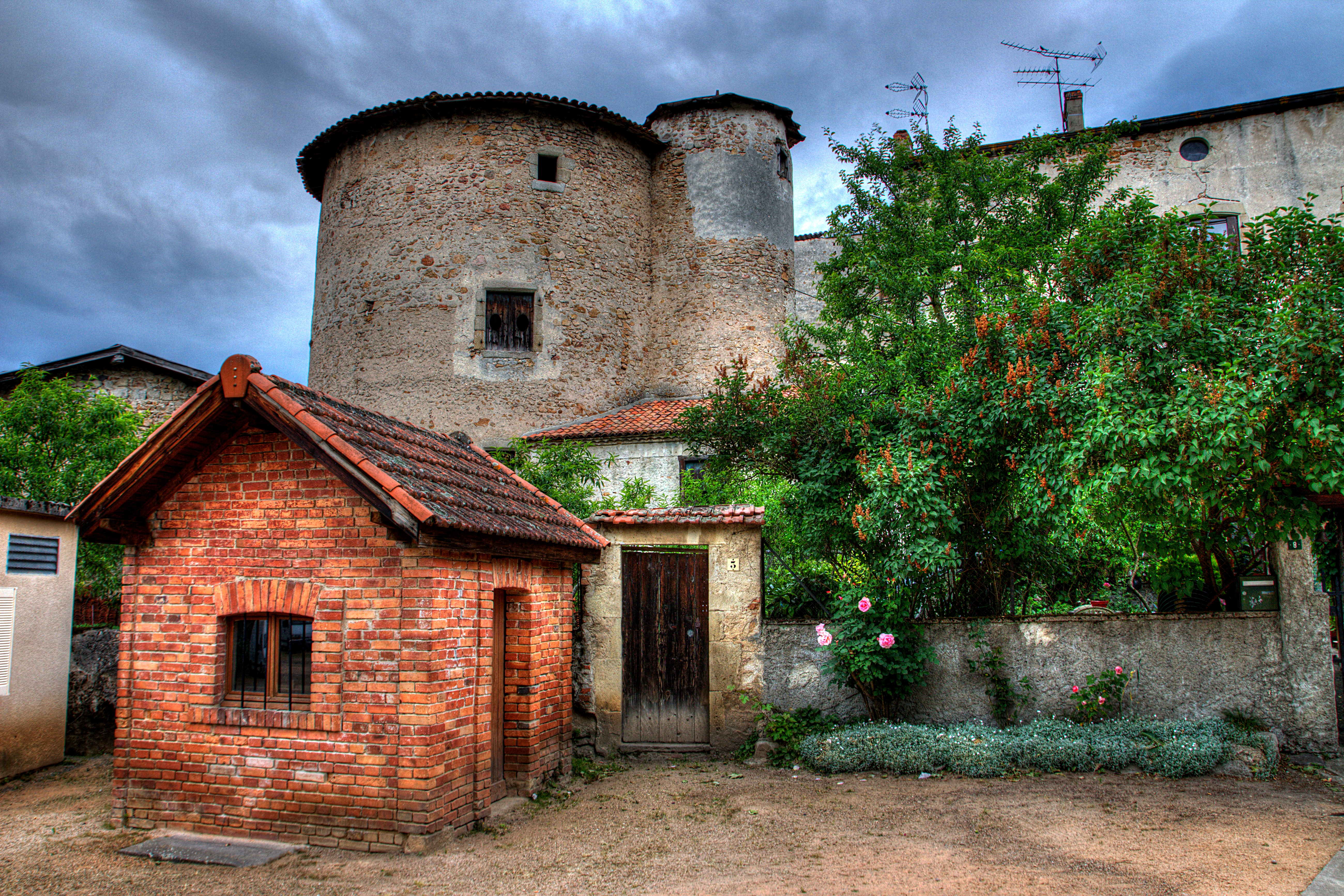
Cluniazenserpriorat